# ابن بصال

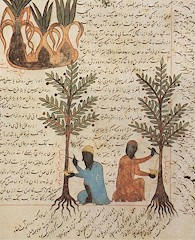
نمایش استخراج شیره درخت بلسان در یک نسخه‌ خطی اسلامی قرون وسطایی

ابوعبدالله محمد ابن ابراهیم ابن بصال دانشمند عرب اهل اندلس در قرن ۱۱ میلادی که در مورد زراعت و درختکاری و فنون تولید محصولات کشاورزی تحقیق می‌کرد. کتاب اثرگذار او دیوان الفلاحه است که از کتاب‌های مؤثر در انقلاب زراعتی اندلس است.
وی رساله طبقه‌بندی خاک را نوشت که حاصلخیزی خاک را به ده طبقه تقسیم کرده‌است.
وی از اولین کسانی است که راجع به گیاهان معطر مطالبی علمی نوشت

## زندگی
وی در دربار خلیفه معتمد کار می‌کرد و باغ گیاه‌شناسی حائط السلطان را در سویل برای وی ایجاد کرد.
ابن بصال که اصالتاً اهل تولیدو بود، پس از فتح تولیدو توسط آلفونسوی ششم در سال ۱۰۸۵، به سویل نقل مکان کرد.
او (برای زیارت) به حجاز سفر کرد و از مصر، سیسیل، سوریه و ظاهراً کشورهایی از حبشه و یمن گرفته تا عراق، ایران و هند دیدن کرد و پس از یادگیری کشت پنبه بازگشت و احتمالاً بذرها و گیاهان را برای باغ گیاه‌شناسی تولیدو آورد.
کتاب «الکسد و البیان» او عمدتاً دربارهٔ زراعت (تولید محصولات خوردنی) است.

## دیوان الفلاحه
اثر مهم او رساله ای در زمین‌شناسی با عنوان «دیوان الفلاحه»، در اصل راهنمای خطی بود برای باغ او در تولیدو که در زمان حیات نویسنده خلاصه شده به صورت یک جلد به سبک کتاب القصد و البیان (کتاب اجمال و وضوح) درآمد.
این اثر بعداً در قرن سیزدهم از عربی به زبان کاستیلی و سال‌ها بعد به اسپانیایی ترجمه شد.
دیوان الفلاحه فاقد ارجاع به سایر زراعت شناسان است و به نظر می‌رسد که شامل تجربیات خود او باشد.

### توضیح گیاهان مختلف
او در این کتاب بیش از ۱۸۰ گیاه کشت شده را توصیف می‌کند، از جمله نخود، لوبیا، برنج، نخود، کتان، سنجد، کنجد، پنبه، گلرنگ، زعفران، خشخاش، حنا، کنگر. گیاهان و ادویه جات از جمله زیره سبز، زیره، رازیانه، بادیان و گشنیز؛ سبزیجاتی که نیاز به آبیاری یا آبیاری فراوان دارند مانند خیار، خربزه، ترنجبین، هندوانه، کدو تنبل و کدو، بادمجان، مارچوبه، کپر و کلوسنت. سبزیجات ریشه ای هویج، تربچه، سیر، پیاز، تره فرنگی، ازگیل، فلفل سودانی، و غده رنگزا. سبزیجات برگ دار شامل کلم، گل کلم، اسفناج، خرفه، تاج خروس و شاتوت. او همچنین درختکاری را پوشش می‌دهد و جزئیات تکثیر نخل، زیتون، انار، به، سیب، انجیر، گلابی، گیلاس، زردآلو، آلو، هلو، بادام، گردو، فندق، انگور، مرکبات، پرتقال، پسته، کاج، سرو، شاه بلوط، بلوط هولم، بلوط برگریز، درخت بهشت، آربوتوس، نارون و زبان گنجشک را توضیح می‌دهد

### راهنمای تهیه کود و کمپوست
او طرز تهیه کود با کاه یا کثافت مخلوط شده در آن را توصیف می‌کند، کودی که فقط از یک ماده (کود حیوانی) تشکیل نشده‌است، بلکه مخلوط است.
کثافتهای حاصل از حمام‌های گرم شامل ادرار و فضولات انسانی را به دلیل همراه داشتن نمک زیاد غیرمناسب می‌داند مگر اینکه با انواع کود دیگر مخلوط شوند.
ابن بصال دو دستور العمل برای کمپوست کود کبوتر (همام) و احتمالاً کود الاغ (هیمار) ارائه می‌دهد، اگرچه ترجمه آن نامشخص است. وی می‌گوید گرمای بیش از حد و ویژگی‌های مرطوب سرگین کبوتر برای گیاهان ضعیف‌تر و مقاوم‌تر، به‌ویژه گیاهانی که تحت تأثیر دماهای سرد قرار می‌گیرند، به خوبی کار می‌کند.
از سوی دیگر، توصیه می‌کند از زباله‌های انسانی در دماهای گرم استفاده شود، زیرا حاوی هیچ گرمایی نیست.
او هشدار می‌دهد که سرگین خوک مراتع و گیاهان سمی را از بین می‌برد، دیدگاهی که نویسندگان غیر عرب مانند کلوملا و کاسیانوس باسوس نیز در آن مشترک هستند.
کمپوست بدون کود دامی کمتر مطلوب در نظر گرفته می‌شود. ابن بصال این نوع را موالد می‌نامد که با علف، کاه و علف، خاکستر تنور و آب درست می‌شود. قسمتی از متن ابن بصال توسط نویسنده یمنی المالک الافضل کپی شده‌است.